# Arthashastra
Arthashastra, (IAST: Arthaśāstra) är ett omfattande litterärt verk författat på sanskrit om statskonst, ekonomi, rättskipning och militär strategi. Det skrevs av kung Chandragupta Mauryas läromästare Chanakya i det forntida Indien, troligen mot slutet av 300-talet f.Kr. Verket består av 15 böcker, 150 kapitel och över 6000 verser. Innehållet har klara beröringspunkter med vad Niccolo Machiavelli många sekler senare beskrev i Fursten (Il Principe).[källa behövs]

## Översättning
- Kauṭilya; Shama Sastri Rudrapatna (1923) (på engelska). Kauṭilya's Arthaśastra. Mysore. Libris 3123004